# Frangiskos Domeneginis

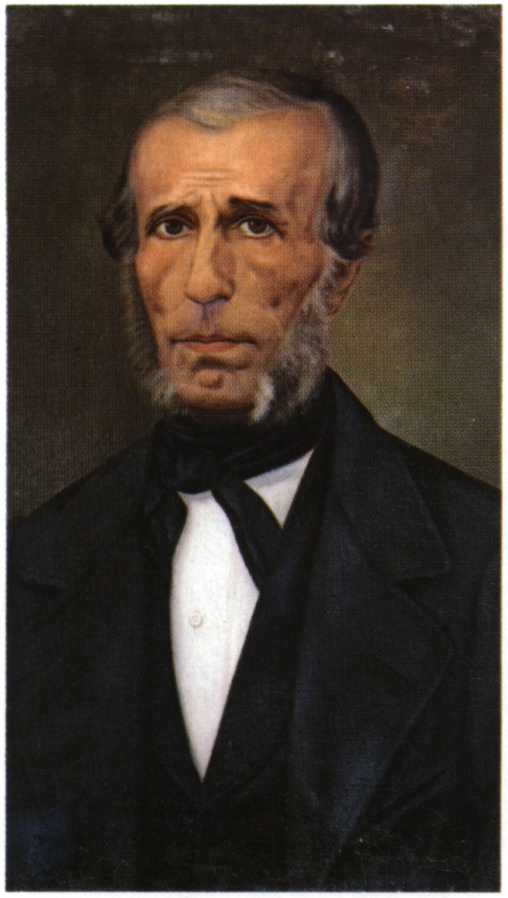
Frangiskos Domeneginis

Frangiskos-Lambrinos Domeneginis (griechisch Φραγκίσκος-Λαμπρινός Δομενεγίνης, auch Domenikinis Δομενικίνης, ital. Francesco Domeneghini; * 1807 oder 1809 auf Zakynthos; † 1874 ebenda) war ein griechischer Nationalist und Politiker, Dichter, Maler und Komponist der Ionischen Schule.

## Leben
Domeneginis entstammte der im venezianischen Libro d’Oro verzeichneten und auf Zakynthos einflussreichen Adelsfamilie Domeneghini, deren Mitglieder zu Unterzeichnern der Verfassungen der Republik der Ionischen Inseln gehörten. Er studierte zunächst Musik in Zakynthos und Siena, schrieb sich dann für kurze Zeit für ein Studium der Rechte in Bologna ein, das er aber nach kurzer Zeit abbrach, um als Kavallerist an den letzten Kämpfen der Griechischen Revolution unter Ioannis Kapodistrias gegen das Osmanische Reich auf Euböa teilzunehmen. Nach dessen Ermordung 1831 verließ er das Heer und kehrte er nach Zakynthos zurück, wo er sich zunächst der Beschäftigung mit Musik und Theater widmete. Offensichtlich nahm er auch Unterricht bei Nikolaos Mantzaros in Korfu. 
Unter dem Hochkommissar der britischen Krone, George Nugent-Grenville, gehörte er der Liberalen Partei (gr. Kómma ton filefthéron Κόμμα των Φιλελευθέρων) der Ionischen Inseln an, so überbrachte er zusammen mit Antonios Gaitas ein Gesuch zur Umgestaltung des Ionischen Staates an die britische Königin Victoria. Später schloss er sich der Partei der Radikalen (Kómma ton Rizopastón Κόμμα των Ριζοσπαστών) an und unterzeichnete als einer von zehn Abgeordneten die Resolution zum Anschluss der Ionischen Inseln an Griechenland. Hierfür wurde er durch den Hochkommissar Henry George Ward auf die Insel Andikythira verbannt, wo er von Dezember 1851 bis Oktober 1853 interniert war. Die Briefe von dort an seine Frau Elisabet, Tochter eines russischen Konsuls, wurden später veröffentlicht und zeugen von den Strapazen der Männer im Exil und von der harschen Ablehnung des Hochkommissars jedweder Versuche der Versöhnung. 
Nach seiner Freilassung setzte Domeneginis seinen politischen Kampf gegen die Fremdherrschaft über die Ionischen Inseln fort und kämpfte für die Freilassung seiner Parteigenossen. Er war Mitglied der Provinzversammlung von Zakynthos und der ‚Griechisch-italienischen Komitees‘, die die Sache des Risorgimento in Italien unterstützten und als Vorbild für die Einigung Griechenlands sahen. Er war einer der Vertreter der Ionischen Inseln bei der Zweiten Athener Nationalversammlung, die die Verfassung Griechenlands von 1864 ausarbeitete. Für seine Teilnahme am Unabhängigkeitskrieg erhielt er die Tapferkeits-Medaille Aristio tou Agona.
Neben seiner politischen Tätigkeit betätigte sich Domeneginis in vielfacher Hinsicht künstlerisch, so als Amateur-Schauspieler, Maler, vor allem aber als Komponist. Alle musikalischen Werke Domeneginis’ sind heute verschollen. Man weiß von Vertonungen von Gedichten von Dionysios Solomos, Julius Typaldos und Kandianos Romas. Nach der Vereinigung mit Griechenland schrieb er eine Königliche Hymne für Chor und Orchester, die zum ersten Besuch Georgs I. auf Zakynthos erklang, außerdem eine Introduktion für Orchester. Er war einer der ersten Komponisten, die die Ereignisse des griechischen Unabhängigkeitskrieges zum Gegenstand von Opern machten, nämlich mit Markos Botsaris (auf ein Libretto des Zakynthers Georgios Lagouidaras) und mit Despo, irois tou Souliou (‚Despo, Heldin von Souli‘, italienisches Libretto von Typaldos). Einen besonderen Schwerpunkt in seinem Schaffen bildete die orthodoxe Kirchenmusik. Ein Handbuch der Musiktheorie (griechisch Εγχειρίδιο θεωρητικής μουσικής Enchiridio theoritikis mousikis) aus seiner Feder ist ebenfalls verloren gegangen.